# 熊有伦
熊有伦（1939年4月20日—），中国机械工程专家。

## 生平
生于湖北枣阳。1962年毕业于西安交通大学机械工程系，1966年西安交通大学制造自动化专业研究生毕业。华中理工大学教授。1995年当选为中国科学院院士。